# Gmina Vërtop
Gmina Vërtop (alb. Komuna Vërtop) – gmina położona w środkowej części Albanii. Administracyjnie należy do okręgu Berat w obwodzie Berat. W 2011 roku populacja gminy wynosiła 4919, 2435 kobiet oraz 2484 mężczyzn, z czego Albańczycy stanowili 75,21% mieszkańców. Południowo-zachodnia granica gminy leży wzdłuż rzeki Osum.
W skład gminy wchodzi jedenaście miejscowości: Bregasi, Drenova, Fushë Peshtani, Kapinova, Lybesha, Mbrakulla, Peshtani, Tomori, Vërtopi, Vodica, Zgërbonja.